# Cmentarz żydowski w Baranowie
Cmentarz żydowski w Baranowie – kirkut społeczności żydowskiej niegdyś zamieszkującej Baranów. Nie wiadomo dokładnie kiedy powstał, być może było to w XVII wieku. Ma powierzchnię 3 ha i znajduje się w południowej części miejscowości, przy drodze do Czołny. Został zniszczony podczas II wojny światowej. Obecnie brak na nim zachowanych nagrobków.